# 札幌市立美香保中学校
札幌市立美香保中学校（さっぽろしりつ みかほちゅうがっこう）は、北海道札幌市東区北17条東6丁目にある市立中学校。

## 教育目標
知・徳・体の調和を図り未来をひらく人間性豊かな生徒の育成
自ら考える力を養い 創造的な知性を育てる（知）
自然愛、人間愛に支えられた豊かな社会性を育てる（徳）
心身ともにたくましく ねばり強くやりぬく実践力を育てる（体）

## 沿革
- 1949年
  - 4月15日 - 札幌市立第九中学校として開校（札幌市立苗穂小学校・札幌市立商業高等学校[注釈 1]を仮校舎とする）[1]
  - 7月10日 - 札幌市立美香保中学校と改称[1][注釈 2]
- 1950年5月 - 新校舎完成[2]
- 1952年 - 札幌市初の特殊学級として、精神遅滞学級を設置[3]
- 1976年 - 校舎改築工事竣工[3]
- 2020年 - 校舎改修工事竣工[3]

## 出身者
- 青地公美 - タレント、女優
- 石水勲 - 実業家、石屋製菓元社長
- 来生新 - 法学者、横浜国立大学名誉教授、元放送大学学長
- 宮永明子 - アナウンサー